# Бенедикт Андерсън
Бенедикт Андерсън (на английски: Benedict Richard O'Gorman Anderson) е британско-американски политолог и автор.
Известен е с книгата си от 1983 г. „Въобразените общности“. Докато преподава в  Университета Корнел той е  почетен професор по международни отношения, управленски науки и азиатски изследвания.   Брат е на историка Пери Андерсън.

## Биография
Роден е на 26 август 1936 година в Кунмин, Китай, в семейството на Джеймс О'Горман Андерсън от англо-ирландски произход и Вероника Беатрис Бигам – англичанка. Баща му е служител към китайските морски митници. По-голямата част от детството си Бенедикт Андерсън прекарва в Калифорния, а след преместването на семейството в Ирландия, учи в Колежа Итън. През 1957 г. получава бакалавърска степен по класическа филология в Кеймбриджкия университет, а след това – докторска степен в департамента по управленски науки в Университета Корнел, където изучава модерна Индонезия под научното ръководство на Джордж Кейън. Дипломната му работа по политология в Корнел представлява подробно описание на политическата ситуация в Индонезия – заради нея той е персона нон грата в страната по време на режима на Сухарто.
Андерсън е известен на първо място с книгата си „Въобразените общности“, в която систематично описва, като използва подхода на историческия материализъм (или с други думи – марксизма), основните фактори за развитието на национализма в света през последните три века. Андерсън определя нацията като „въображаема политическа общност, която се представя едновременно като същностно ограничена и суверенна“. 
Андерсън е почетен професор по международни отношения в университета Корнел, където ръководи програмата по изследване на Индонезия. Той се ползва с голям авторитет по въпросите на историята и политиката на Индонезия през ХХ век. Има множество публикации и върху Тайланд и Филипините. Както и в случая с трудовете му върху Индонезия, работата му върху тези страни се основава на забележителните му езикови познания. През 1994 г. е избран за сътрудник на Американската академия на науките и изкуствата.
Умира на 13 декември 2015 г. по време на посещение в Индонезия. Прахът му е разпръснат над Яванско море.

## Идеи

### Въобразените общности
Андерсън твърди, че сред основните подтици на национализма и създаването на въобразена общност са намаляването на привилегирования достъп до определени писмени езици (напр. латински), движението за премахване на идеите на богопомазано управление и за монархия, както и появата на печатната преса в рамките на системата на капитализма (или, както го нарича Андерсън, на „печатния капитализъм“).
Гледната точка на Андерсън върху национализма поставя корените на понятието „нация“ в края на XVIII век. Докато Ърнест Гелнър вижда възхода на национализма във връзка с индустриализацията в Западна Европа (като по този начин не може да обясни аргументирано национализма в източните неиндустриализирани европейски региони), а Ели Кедури свързва национализма с идеите на Просвещението, с Френската революция и раждането на централизираната Френска държава, Андерсън твърди, че европейската национална държава се ражда като отговор на национализма в европейската диаспора отвъд океана, в колониите, и по-точно – в двете Америки.
Той приема, че изграждането на националната държава е имитативно действие, при което новите политически образувания „пиратстват“ модела на националната държава. Според Андерсън големият рой от политически образувания, възникнали в Северна и Южна Америка между 1778 и 1838 г., почти всички от които съзнателно се самоопределят като „национални“, са всъщност исторически първите държави от този тип, появили се на бял свят, а оттам неизбежно те са тези, които създават и първия истински модел как трябва да изглежда националната държава. Ако за по-елитоцентричната теория на Кедури в основата на производството на „нацията“ са Просвещението и Имануел Кант, Андерсън настоява, че национализмът, като инструмент за изграждането на национална държава, е възникнал в Америките и Франция. Той говори за „първа вълна“ на национализма и ѝ приписва „гражданско националистически“ характер, разграничавайки я от „етническия национализъм“ на втората вълна.

### Национализмът и печатът
От особено значение за теорията на Андерсън е акцентът, който поставя върху ролята на печатната литература и нейното разпространение. Според Андерсън възходът на национализма е тясно свързан с растежа на броя печатни книги и с техническото развитие на печата като цяло.
Според Андерсън нововъзникващите нации винаги представят себе си като древни. В това той донякъде е на позицията на Антъни Смит, който разглежда изграждането на национална митология и национални митове за „произхода“ във функционалистки понятия – става дума за измислени разкази, а не за истински истории. Андерсън твърди, че в определен исторически момент „древността“ е неизбежна следствие на „новото“.

### Мултиетническите империи
За разлика от другите теоретици на нацията, Андерсън фокусира вниманието си върху официалния национализъм в мултиетническите империи. Той въвежда едно важно понятие: „натурализацията“ на европейските династии, която представлява разпростиране на властта им над огромни многоезикови територии. Някои от тях, като империята на Романови, успешно се трансформират в „национални“ империи. Според Андерсън в течение на XIX век филолого-лексикографската революция и възходът на националистическите движения, самите те продукти не само на капитализма, но и хипертрофия на династическите държави, създават нарастващи културни и оттам политически трудности за мнозина „династи“. Дотогава легитимността на тези династии няма нищо общо с националната принадлежност.
Всъщност династиите, преследвайки на първо място административни цели, се опитват за уредят със собствен печат някои диалекти още преди Големия взрив на национализмите. Едновременно с възхода на национализма в Европа, в монархиите в Централна и Източна Европа, както и на Балканите, се развиват тенденции по преидентифициране, по ново самолегитимиране на националистическа почва. Това преидентифициране е породено, всъщност, от добре изследваните кризи на легитимността на мултиетническите империи. Династиите и монарсите намират нови идентификации за себе си като членове на определена етнолингвистична група, захвърляйки своята универсалистка легитимност и превръщайки се само в най-привилегировани членове на едно голямо семейство.
Историко-материалистичният подход на Андерсън може да се разгледа като противоположен на методологическия индивидуализъм на Лий Грийнфелд или на подхода на Макс Вебер, приложен в „Национализмът: Пет пътя към модерността“.

## Индонезия
Над Андерсън тегне забрана в Индонезия по време на режима на Сухарто, защото се е занимавал с изследвания, които се приемат за антидържавна дейност. Както пише вестник „Джакарта поуст“:
| „ | Андерсън беше изгонен от Индонезия и му бе забранено да влиза в страната през 1973 г., след като той и колегата му Рут Маквей от Корнелския университет публикуваха изследването, известно като „Корнелски доклад“, в което се оспорва твърдението на властите в Индонезия, че движението „30 септември 1965“ е дело на индонезийската комунистическа партия. | “ |

Възможност да посещава Индонезия Андерсън получава отново едва през 1999 г.

## Избрана библиография
- Some Aspects of Indonesian Politics under the Japanese Occupation: 1944 – 1945 (Някои страни на индонезийската политика по време на японската окупация, 1944 – 1945) (1961)
- Mythology and the Tolerance of the Javanese (Митология и толерантност при жителите на о. Ява) (1965)
- A Preliminary Analysis of the October 1, 1965, Coup in Indonesia (Предварителен анализ на преврата в Индонезия на 1 октомври 1965) (1966)
- Java in a Time of Revolution; Occupation and Resistance, 1944 – 1946 (Ява в епохата на революция. Нападение и съпротива, 1944 – 1946). Ithaca, N.Y.: Cornell University Press, 1972.
- Religion and Social Ethos in Indonesia (Религия и социален етос в Индонезия) (1977)
- Interpreting Indonesian Politics: Thirteen Contributions to the Debate (Интерпретирайки индонезийските политически платформи: Тринайсет приноса към дебатите) (1982)
- Imagined Communities: Reflections on the Origin and Spread of Nationalism (Въобразените общности: Размишления върху произхода и разпространението на национализма). London: Verso, 1983.
- In the Mirror: Literature and Politics in Siam in the American Era (В огледалото: Литературата и политиката в Сиам по време на американската епоха). Bangkok: Editions Duang Kamol, 1985.
- Language and Power: Exploring Political Cultures in Indonesia (Езикът и властта: Изследване на политическите култури в Индонезия). Ithaca, N.Y.: Cornell University Press, 1990.
- The Spectre of Comparisons: Nationalism, Southeast Asia, and the World (Спектърът от сравнения: Национализмът, Югоизточна Азия и света). London: Verso, 1998.
- Violence and the State in Suharto's Indonesia (Насилието и държавата в Индонезия на Сухарто) (2001)
- Debating World Literature (Спорейки около световната литература) (2004)
- Under Three Flags: Anarchism and the Anti-Colonial Imagination (Под три флага: Анархизмът и антиколониалното въображение). London: Verso, 2005.
- The Fate of Rural Hell: Asceticism and Desire in Buddhist Thailand (Съдбата на селския ад: Аскетизмът и желанието в будистки Тайланд) (2012)
- A Life Beyond Boundaries: A Memoir (Живот оттатък границите: Мемоари). Verso, 224 pp, 2016 ISBN 978-1-78478-456-0

### На български
- „Въобразените общности: Размишления върху произхода и разпространението на национализма“. Превод от английски Яна Генова. София: Критика и хуманизъм, 1998, 223 с.

## Признание
- 1998 – Награда на Асоциацията по изследвания на Азия (Association for Asian Studies) за изключителни приноси в изследванията на Азия [7]